# بژفام

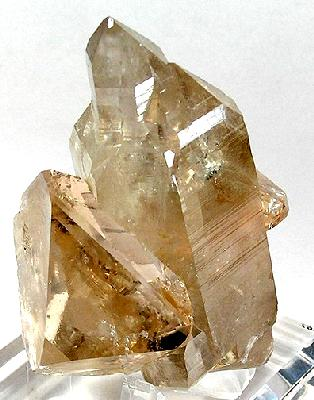
کریستال‌های توپاز بژفام روی کوارتز

بژفام، رنگ نام شامپاینی است که برای رنگ‌های بسیار کم‌رنگ زرد مایل به نارنجی که نزدیک به بژ هستند، داده شده است. نام این رنگ از رنگ معمولی نوشیدنی شامپاین گرفته شده است.

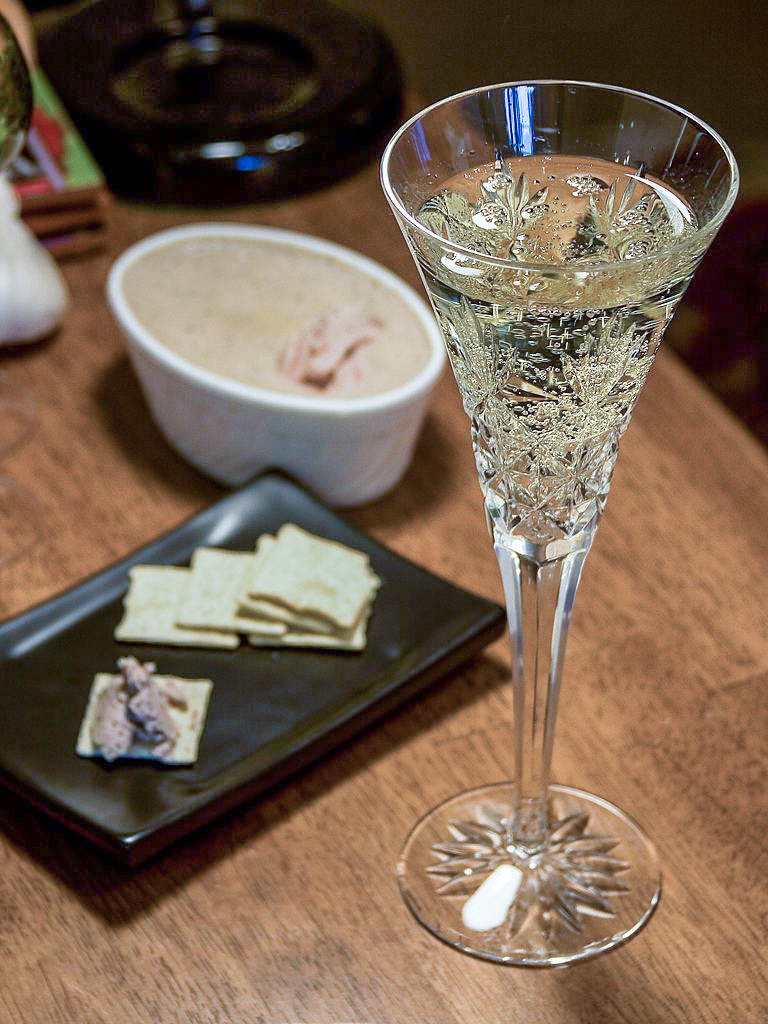
یک لیوان شامپاین